# U.S. Route 99
U.S. Route 99 é uma autoestrada dos Estados Unidos.